# Essener Turnerbund Schwarz-Weiß Fussball 1974-1975
Questa voce raccoglie le informazioni riguardanti l'Essener Turnerbund Schwarz-Weiß Fussball nelle competizioni ufficiali della stagione 1974-1975.

## Stagione
Nella stagione 1974-1975 il Schwarz Weiss Essen, allenato da Albert Becker e Hubert Schieth, concluse il campionato di 2. Bundesliga al 12º posto. In Coppa di Germania il Schwarz Weiss Essen fu eliminato al terzo turno dal Rot-Weiss Essen.

## Rosa
| N. |                     | Ruolo | Calciatore                 |
| -- | ------------------- | ----- | -------------------------- |
|    | Germania (bandiera) | P     | Detlef Behrens             |
|    | Germania (bandiera) | P     | Fred Rosenkranz            |
|    | Germania (bandiera) | P     | Hans Wulf                  |
|    | Germania (bandiera) | D     | Eckhard Berlau-Kirschstein |
|    | Germania (bandiera) | D     | Peter Fuchs                |
|    | Germania (bandiera) | D     | Thomas Hörster             |
|    | Germania (bandiera) | D     | Franz-Josef Laufer         |
|    | Germania (bandiera) | D     | Günter Leufgen             |
|    | Germania (bandiera) | D     | Roland Mattner             |
|    | Germania (bandiera) | D     | Detlef Wiemers             |
|    | Germania (bandiera) | D     | Horst Willmsen             |
|    | Germania (bandiera) | C     | Klaus Albert               |
|    | Germania (bandiera) | C     | Herbert Bals               |
|    | Germania (bandiera) | C     | Hans-Gerd Florian          |

| N. |                     | Ruolo | Calciatore        |
| -- | ------------------- | ----- | ----------------- |
|    | Germania (bandiera) | C     | Manfred Nieswandt |
|    | Germania (bandiera) | C     | Günther Riepert   |
|    | Germania (bandiera) | C     | Udo Schorning     |
|    | Germania (bandiera) | C     | Holger Trimhold   |
|    | Germania (bandiera) | C     | Herbert Zimmer    |
|    | Tunisia (bandiera)  | A     | Faouzi Dahmani    |
|    | Germania (bandiera) | A     | Hans Fritsche     |
|    | Germania (bandiera) | A     | Pille Gecks       |
|    | Germania (bandiera) | A     | Wilhelm Lipka     |
|    | Germania (bandiera) | A     | Heino Maulshagen  |
|    | Germania (bandiera) | A     | Uwe Reinders      |
|    | Germania (bandiera) | A     | Dieter Schulitz   |
|    | Germania (bandiera) | A     | Peter Szech       |

## Organigramma societario
Area tecnica
- Allenatore: Hubert Schieth
- Allenatore in seconda:
- Preparatore dei portieri:
- Preparatori atletici:

## Calciomercato

### Sessione estiva
| Acquisti | Acquisti                   | Acquisti                      | Acquisti |
| R.       | Nome                       | da                            | Modalità |
| -------- | -------------------------- | ----------------------------- | -------- |
| C        | Herbert Bals               | Mülheim                       |          |
| D        | Eckhard Berlau-Kirschstein | Borussia Dortmund             |          |
| A        | Faouzi Dahmani             | Club Africain                 |          |
| C        | Hans-Gerd Florian          | Schwarz-Weiß Essen (juniores) |          |
| A        | Pille Gecks                | Rot-Weiss Essen               |          |
| D        | Thomas Hörster             | Schwarz-Weiß Essen (juniores) |          |
| D        | Franz-Josef Laufer         | Bochum                        |          |

| Cessioni | Cessioni        | Cessioni       | Cessioni |
| R.       | Nome            | a              | Modalità |
| -------- | --------------- | -------------- | -------- |
| D        | Udo Leunissen   | Homburg        |          |
| D        | Klaus Franke    | Bochum         |          |
| C        | Günter Kirch    | Homburg        |          |
| A        | Helmut Lausen   | Wuppertal      |          |
| D        | Wolfgang Lausen | Greuther Fürth |          |

### Sessione invernale
| Acquisti | Acquisti       | Acquisti | Acquisti |
| R.       | Nome           | da       | Modalità |
| -------- | -------------- | -------- | -------- |
| P        | Detlef Behrens | Homburg  |          |

| Cessioni | Cessioni | Cessioni | Cessioni |
| R.       | Nome     | a        | Modalità |
| -------- | -------- | -------- | -------- |

## Risultati

### 2. Bundesliga

#### Girone di andata
| Essen 3 agosto 1974, ore 15:00 CET 1ª giornata | Schwarz-Weiß Essen | 0 – 0 referto | Wolfsburg | Stadion Uhlenkrug (5 000 spett.)\| Arbitro: \| Hilker \| |
| Arbitro:                                       | Hilker             |               |           |                                                          |

| Arbitro: | Kohnen |

|                           |           |             |
| Friedrich 75’ Schramm 83’ | Marcatori | 37’ Riepert |

| Arbitro: | Gabor |

|                               |           |  |
| Trimhold 24’ (rig.) Lipka 80’ | Marcatori |  |

| Arbitro: | Kindervater |

|                                |           |              |
| Roggensack 3’, 34’ Gärtner 20’ | Marcatori | 42’ Fritsche |

| Arbitro: | Hövel |

|                   |           |              |
| Albert 90’ (rig.) | Marcatori | 81’ Petersen |

| Arbitro: | Oltmann |

|                                                          |           |                                |
| Brune 20’, 55’ Struckmann 29’ (rig.) Hotopp 77’ Götz 85’ | Marcatori | 63’ (rig.) Trimhold 72’ Zimmer |

| Arbitro: | Zuchantke |

|                |           |           |
| Hochheimer 60’ | Marcatori | 87’ Fuchs |

| Arbitro: | Porta |

|                   |           |            |
| Fritsche 19’, 75’ | Marcatori | 74’ Mertes |

| Arbitro: | Redelfs |

|                              |           |  |
| Lüttges 58’, 59’ Raschid 60’ | Marcatori |  |

| Arbitro: | Stäglich |

|                           |           |               |
| Trimhold 49’ Fritsche 84’ | Marcatori | 16’ Lunenburg |

| Arbitro: | Kohnen |

|                         |           |             |
| Schilling 38’ Graul 56’ | Marcatori | 74’ Riepert |

| Essen 20 ottobre 1974, ore 15:00 CET 12ª giornata | Schwarz-Weiß Essen | 0 – 0 referto | Hannover 96 | Stadion Uhlenkrug (5 000 spett.)\| Arbitro: \| Waltert \| |
| Arbitro:                                          | Waltert            |               |             |                                                           |

| Arbitro: | Hilker |

|                        |           |              |
| Struth 22’, 31’ (rig.) | Marcatori | 79’ Fritsche |

| Arbitro: | Teichert |

|                                                  |           |  |
| Fuchs 2’ Fritsche 21’, 43’ Bals 23’ Trimhold 57’ | Marcatori |  |

| Arbitro: | Waltert |

|                                                                   |           |           |
| Bläser 1’ Kucharski 25’, 36’, 42’, 45’, 57’ Kodric 52’ Schütt 64’ | Marcatori | 90’ Fuchs |

| Arbitro: | Eschweiler |

|              |           |           |
| Fritsche 68’ | Marcatori | 8’ Segler |

| Arbitro: | Milkert |

|         |           |                                 |
| Heun 2’ | Marcatori | 45’ Riepert 83’ (rig.) Trimhold |

| Arbitro: | Wippker |

|  |           |          |
|  | Marcatori | 75’ Blau |

| Arbitro: | Hoppe |

|                                                                              |           |  |
| Wittfoht 21’ Mühlenberg 26’ Schock 39’, 85’ Genschick 42’ (rig.) Andexer 73’ | Marcatori |  |

#### Girone di ritorno
| Arbitro: | Oltmann |

|                                               |           |              |
| Borutta 43’ Krause 48’, 85’ (rig.) Kemmer 72’ | Marcatori | 55’ Fritsche |

| Arbitro: | Wippker |

|                                             |           |              |
| Zimmer 49’ Fritsche 51’ Trimhold 90’ (rig.) | Marcatori | 53’ Tenbrink |

| Arbitro: | Rieb |

|                                             |           |  |
| Babington 26’ (rig.), 33’ (rig.) Horsch 28’ | Marcatori |  |

| Arbitro: | Kohnen |

|          |           |  |
| Bals 71’ | Marcatori |  |

| Arbitro: | Hanschke |

|                                                   |           |              |
| Höfert 4’ (rig.), 33’ Kulka 15’, 40’ Petersen 28’ | Marcatori | 54’ Fritsche |

| Arbitro: | Teichert |

|                                       |           |  |
| Zimmer 19’ Bals 77’ Fritsche 86’, 89’ | Marcatori |  |

| Arbitro: | Hövel |

|                                      |           |             |
| Fritsche 4’, 82’ Trimhold 37’ (rig.) | Marcatori | 17’ Hartung |

| Arbitro: | Rieb |

|            |           |           |
| Mertes 35’ | Marcatori | 78’ Lipka |

| Arbitro: | Lüling |

|              |           |                        |
| Trimhold 60’ | Marcatori | 50’ Lüttges 80’ Falter |

| Arbitro: | Gremmler |

|          |           |  |
| John 79’ | Marcatori |  |

| Arbitro: | Halfter |

|                   |           |                                      |
| Albert 87’ (rig.) | Marcatori | 46’ (rig.) Graul 50’ (aut.) Willmsen |

| Arbitro: | Kopka |

|                                        |           |                        |
| Anders 49’ Kasperski 71’ Stegmayer 80’ | Marcatori | 21’ Berlau-Kirschstein |

| Arbitro: | Hövel |

|          |           |  |
| Bals 17’ | Marcatori |  |

| Arbitro: | Schön |

|            |           |                   |
| Schulz 29’ | Marcatori | 45’ (rig.) Albert |

| Arbitro: | Teichert |

|                             |           |  |
| Trimhold 12’, 71’ Gecks 87’ | Marcatori |  |

| Arbitro: | Küster |

|           |           |                                   |
| Hartl 71’ | Marcatori | 43’ Riepert 48’ Fritsche 74’ Bals |

| Arbitro: | Rieb |

|            |           |                |
| Zimmer 33’ | Marcatori | 44’ Scheermann |

| Arbitro: | Gremmler |

|                                  |           |                         |
| Blau 64’ Moors 67’, 87’ Kipp 83’ | Marcatori | 55’ Fritsche 81’ Zimmer |

| Arbitro: | Risse |

|                                              |           |                   |
| Zimmer 5’ Willmsen 11’ Fritsche 62’ Bals 88’ | Marcatori | 89’ (rig.) Schock |

### Coppa di Germania
| Arbitro: | Messmer |

|                                                |           |  |
| Fritsche 34’ Zimmer 38’ Berlau-Kirschstein 78’ | Marcatori |  |

| Arbitro: | Meuser |

|                                  |           |  |
| Willmsen 29’ Trimhold 87’ (rig.) | Marcatori |  |

| Arbitro: | Quindeau |

|             |           |                        |
| Riepert 47’ | Marcatori | 44’ Fürhoff 52’ Wörmer |

## Statistiche

### Statistiche di squadra
| Competizione      | Punti | In casa | In casa | In casa | In casa | In casa | In casa | In trasferta | In trasferta | In trasferta | In trasferta | In trasferta | In trasferta | Totale | Totale | Totale | Totale | Totale | Totale | DR  |
| Competizione      | Punti | G       | V       | N       | P       | Gf      | Gs      | G            | V            | N            | P            | Gf           | Gs           | G      | V      | N      | P      | Gf     | Gs     | DR  |
| ----------------- | ----- | ------- | ------- | ------- | ------- | ------- | ------- | ------------ | ------------ | ------------ | ------------ | ------------ | ------------ | ------ | ------ | ------ | ------ | ------ | ------ | --- |
| 2. Bundesliga     | 34    | 19      | 11      | 5       | 3       | 35      | 13      | 19           | 2            | 3            | 14           | 20           | 56           | 38     | 13     | 8      | 17     | 55     | 69     | -14 |
| Coppa di Germania | -     | 3       | 2       | 0       | 1       | 6       | 2       | 0            | 0            | 0            | 0            | 0            | 0            | 3      | 2      | 0      | 1      | 6      | 2      | +4  |
| Totale            | 34    | 22      | 13      | 5       | 4       | 41      | 15      | 19           | 2            | 3            | 14           | 20           | 56           | 41     | 15     | 8      | 18     | 61     | 71     | -10 |

### Andamento in campionato
| Giornata  | 1  | 2  | 3  | 4  | 5  | 6  | 7  | 8  | 9  | 10 | 11 | 12 | 13 | 14 | 15 | 16 | 17 | 18 | 19 | 20 | 21 | 22 | 23 | 24 | 25 | 26 | 27 | 28 | 29 | 30 | 31 | 32 | 33 | 34 | 35 | 36 | 37 | 38 |
| --------- | -- | -- | -- | -- | -- | -- | -- | -- | -- | -- | -- | -- | -- | -- | -- | -- | -- | -- | -- | -- | -- | -- | -- | -- | -- | -- | -- | -- | -- | -- | -- | -- | -- | -- | -- | -- | -- | -- |
| Luogo     | C  | T  | C  | T  | C  | T  | T  | C  | T  | C  | T  | C  | T  | C  | T  | C  | T  | C  | T  | T  | C  | T  | C  | T  | C  | C  | T  | C  | T  | C  | T  | C  | T  | C  | T  | C  | T  | C  |
| Risultato | N  | P  | V  | P  | N  | P  | N  | V  | P  | V  | P  | N  | P  | V  | P  | N  | V  | P  | P  | P  | V  | P  | V  | P  | V  | V  | N  | P  | P  | P  | P  | V  | N  | V  | V  | N  | P  | V  |
| Posizione | 12 | 16 | 10 | 15 | 11 | 17 | 16 | 14 | 14 | 12 | 13 | 14 | 14 | 12 | 15 | 15 | 14 | 15 | 17 | 18 | 16 | 17 | 16 | 16 | 16 | 15 | 12 | 14 | 16 | 16 | 17 | 15 | 14 | 13 | 12 | 12 | 13 | 12 |

Legenda:

Luogo: C = Casa; T = Trasferta. Risultato: V = Vittoria; N = Pareggio; P = Sconfitta.

### Statistiche dei giocatori
| Giocatore             | 2. Bundesliga | 2. Bundesliga | 2. Bundesliga | 2. Bundesliga | Coppa di Germania | Coppa di Germania | Coppa di Germania | Coppa di Germania | Totale   | Totale | Totale      | Totale     |
| Giocatore             | Presenze      | Reti          | Ammonizioni   | Espulsioni    | Presenze          | Reti              | Ammonizioni       | Espulsioni        | Presenze | Reti   | Ammonizioni | Espulsioni |
| --------------------- | ------------- | ------------- | ------------- | ------------- | ----------------- | ----------------- | ----------------- | ----------------- | -------- | ------ | ----------- | ---------- |
| K. Albert             | 36            | 3             | 4             | 0             | 2                 | 0                 | 1                 | 0                 | 38       | 3      | 5           | 0          |
| H. Bals               | 25            | 6             | 1             | 0             | 1                 | 0                 | 0                 | 0                 | 26       | 6      | 1           | 0          |
| D. Behrens            | 6             | 0             | 0             | 0             | 0                 | 0                 | 0                 | 0                 | 6        | 0      | 0           | 0          |
| E. Berlau-Kirschstein | 19            | 1             | 0             | 0             | 1                 | 1                 | 0                 | 0                 | 20       | 2      | 0           | 0          |
| F. Dahmani            | 9             | 0             | 2             | 0             | 1                 | 0                 | 0                 | 0                 | 10       | 0      | 2           | 0          |
| H. Florian            | 5             | 0             | 0             | 0             | 1                 | 0                 | 0                 | 0                 | 6        | 0      | 0           | 0          |
| H. Fritsche           | 36            | 18            | 4             | 0             | 3                 | 1                 | 0                 | 0                 | 39       | 19     | 4           | 0          |
| P. Fuchs              | 19            | 3             | 0             | 0             | 0                 | 0                 | 0                 | 0                 | 19       | 3      | 0           | 0          |
| P. Gecks              | 29            | 1             | 7             | 0             | 2                 | 0                 | 0                 | 0                 | 31       | 1      | 7           | 0          |
| T. Hörster            | 10            | 0             | 0             | 0             | 0                 | 0                 | 0                 | 0                 | 10       | 0      | 0           | 0          |
| F. Laufer             | 38            | 0             | 1             | 0             | 3                 | 0                 | 0                 | 0                 | 41       | 0      | 1           | 0          |
| G. Leufgen            | 33            | 0             | 1             | 0             | 3                 | 0                 | 0                 | 0                 | 36       | 0      | 1           | 0          |
| U. Leunissen          | 6             | 0             | 1             | 0             | 1                 | 0                 | 0                 | 0                 | 7        | 0      | 1           | 0          |
| W. Lipka              | 27            | 2             | 0             | 0             | 2                 | 0                 | 0                 | 0                 | 29       | 2      | 0           | 0          |
| R. Mattner            | 2             | 0             | 0             | 0             | 0                 | 0                 | 0                 | 0                 | 2        | 0      | 0           | 0          |
| H. Maulshagen         | 15            | 0             | 1             | 0             | 2                 | 0                 | 0                 | 0                 | 17       | 0      | 1           | 0          |
| M. Nieswandt          | 0             | 0             | 0             | 0             | 0                 | 0                 | 0                 | 0                 | 0        | 0      | 0           | 0          |
| U. Reinders           | 2             | 0             | 0             | 0             | 0                 | 0                 | 0                 | 0                 | 2        | 0      | 0           | 0          |
| G. Riepert            | 27            | 4             | 1             | 0             | 2                 | 1                 | 0                 | 0                 | 29       | 5      | 1           | 0          |
| F. Rosenkranz         | 2             | 0             | 0             | 0             | 0                 | 0                 | 0                 | 0                 | 2        | 0      | 0           | 0          |
| U. Schorning          | 0             | 0             | 0             | 0             | 0                 | 0                 | 0                 | 0                 | 0        | 0      | 0           | 0          |
| D. Schulitz           | 0             | 0             | 0             | 0             | 0                 | 0                 | 0                 | 0                 | 0        | 0      | 0           | 0          |
| P. Szech              | 12            | 0             | 2             | 0             | 1                 | 0                 | 0                 | 0                 | 13       | 0      | 2           | 0          |
| H. Trimhold           | 33            | 10            | 6             | 0             | 2                 | 1                 | 0                 | 0                 | 35       | 11     | 6           | 0          |
| D. Wiemers            | 3             | 0             | 0             | 0             | 0                 | 0                 | 0                 | 0                 | 3        | 0      | 0           | 0          |
| H. Willmsen           | 25            | 1             | 2             | 0             | 3                 | 1                 | 1                 | 0                 | 28       | 2      | 3           | 0          |
| H. Wulf               | 31            | 0             | 1             | 0             | 3                 | 0                 | 0                 | 0                 | 34       | 0      | 1           | 0          |
| H. Zimmer             | 30            | 6             | 2             | 0             | 3                 | 1                 | 0                 | 1                 | 33       | 7      | 2           | 1          |